# Чад на Светском првенству у атлетици на отвореном 2011.
Чад је учествовао на 13. Светском првенству у атлетици на отвореном 2011. одржаном у Тегу од 27-4. септембра. Репрезентацију Чада представљала су 2 такмичара (1 мушкарац и 1 жена) који су се такмичили у 2 дисциплине (1 мушка и 1 женска). , 

На овом првенству Чад није освојио ниједну медаљу. У дисциплине трке на 100 метара атлетичар Абдураим Харун је поставио нови национални рекорд, а атлетичарка Хиникиса Албертин Ндикерт на 200 метара лични рекорд.

## Учесници
| Мушкарци: - Абдураим Харун — 100 м | Жене: - Хиникиса Албертин Ндикерт — 200 м |  |

## Резултати

### Мушкарци
| Атлетичар      | Дисциплина | Лични рекорд | Квалификације | Квалификације | Група    | Група  | Полуфинале           | Полуфинале           | Финале               | Финале  | Детаљи |
| Атлетичар      | Дисциплина | Лични рекорд | Резултат      | Место         | Резултат | Место  | Резултат             | Место                | Резултат             | Место   | Детаљи |
| -------------- | ---------- | ------------ | ------------- | ------------- | -------- | ------ | -------------------- | -------------------- | -------------------- | ------- | ------ |
| Абдураим Харун | 100 м      |              | 10,44 НР      | 1 у гр 1 КВ   | 10,72    | 7 гр 6 | Није се квалификовао | Није се квалификовао | Није се квалификовао | 45 / 74 |        |

### Жене
| Атлетичарка               | Дисциплина | Лични рекорд | Квалификације | Квалификације | Полуфинале            | Полуфинале            | Финале                | Финале       | Детаљи |
| Атлетичарка               | Дисциплина | Лични рекорд | Резултат      | Место         | Резултат              | Место                 | Резултат              | Место        | Детаљи |
| ------------------------- | ---------- | ------------ | ------------- | ------------- | --------------------- | --------------------- | --------------------- | ------------ | ------ |
| Хиникиса Албертин Ндикерт | 200 м      |              | 24,81 ЛР      | 8 у гр. 4     | Није се квалификовала | Није се квалификовала | Није се квалификовала | 34 / 38 (40) |        |

Легенда: НР = национални рекорд, ЛР= лични рекорд, ЛРС = Лични рекорд сезоне (најбољи резултат у сезони до почетка првества), КВ = квалификован (испунио норму), кв = квалификова (према резултату)